# Kontrwywiad RMF FM
Kontrwywiad RMF FM – poranna audycja publicystyczna w radiu RMF FM, nadawana od 5 września 2005 do 24 czerwca 2016.
Do czerwca 2006 wywiady w programie prowadził tylko Kamil Durczok. Następnie od września 2006 do czerwca 2007 program prowadzili na zmianę Konrad Piasecki i Kamil Durczok. Od września 2007 do czerwca 2016 gospodarzem audycji był tylko Konrad Piasecki. Audycja polegała na rozmowie z politykami oraz ludźmi z pierwszych stron gazet (np. ze świata sportu). Pierwszym gościem był Wojciech Brochwicz.
Kontrwywiad RMF FM nadawany był od poniedziałku do piątku, tuż po godzinie ósmej rano, w porannych Faktach RMF FM. Od 30 marca 2007 program można było oglądać w internecie. Od września 2016 program został zastąpiony przez nadawaną o tej samej porze Poranną rozmowę (prowadzoną przez Roberta Mazurka; oprócz niej na antenę weszła jednocześnie nadawana 10 godzin później Popołudniowa rozmowa, prowadzona przez Marcina Zaborskiego).